# Ансельм, Андрей Иванович
Андре́й Ива́нович Ансе́льм (нем. Anselm) (5 (18) мая 1905 года,  Одесса — 13 августа 1988 года, Ленинград) — советский физик-теоретик, доктор физико-математических наук (1943), профессор.
Заведующий теоретическим отделом Физико-технический институт имени А. Ф. Иоффе АН СССР.
Заведующий кафедрой теоретической физики Ленинградского политехнического института (1952—1956).

## Биография
Происходит из семьи одесских купцов и землевладельцев. Родоначальник Российской ветви Ансельмов (Анзельмов) прибыл в Одессу из Германии в 1817 году и занялся виноделием, а позже — пивоварением. Спустя годы его потомки владели уже пивоваренными заводами в Одессе, а также несколькими поместьями в Одесской губернии и Белоруссии.
Отец Андрея Ансельма — потомственный почётный гражданин, инженер Иван Адамович Ансельм (1873—1944), окончил в 1903 году химическое отделение Рижского политехнического института и до революции работал технологом на одном из пивоваренных заводов Одессы, затем, в 20-е годы по протекции своего родственника Василия Ивановича Ансельма занял должность технолога Дорогомиловского (Трёхгорного) пивоваренного завода в Москве.
Среднее образование Андрей Ансельм получил в Одесском реальном училище Святого Павла, куда поступил в 1913 году. Заканчивал он его уже в 1922 году как немецкую трудовую школу № 38.
В 1923 году А. И. Ансельм поступил в Одесский институт народного образования, который был открыт в 1920 году на базе бывшего Женского института, Фребелевских курсов и части кафедр Новороссийского университета для подготовки педагогических кадров. Через год, уже после окончания Гражданской войны он перевёлся на физический факультет Ленинградского университета, который окончил в 1930 году.
В 1929—1930 гг. А. И. Ансельм проходил преддипломную стажировку, а затем до 1934 года работал инженером-исследователем в вакуумной лаборатории Ленинградского завода «Светлана», где под руководством будущего академика АН СССР П. И. Лукирского занимался теорией газового разряда и термоэлектронной эмиссии. Его коллегами по лаборатории оказались будущие академик А. И. Шальников и член-корр. АН СССР Г. А. Гринберг.
С окончанием университета работу в лаборатории на заводе А. И. Ансельм успешно совмещал с педагогической деятельностью. В 1930 году он был принят сверхштатным преподавателем на физико-механический факультет Ленинградского политехнического института (ЛПИ), где с 1933 года на кафедре теоретической механики начал чтение курса по квантовой механике.
В 1934 году Андрей Иванович получил приглашение в Ленинградский университет старшим научным сотрудником теоретического отдела физического института и одновременно ассистентом кафедры теоретической физики. Здесь в 1938 году А. И. Ансельм по совокупности научных работ был утвержден в учёной степени кандидата физико-математических наук и звании доцента кафедры теоретической физики академика В. А. Фока.
Вскоре после начала Великой Отечественной войны некоторые лаборатории и институты университета, включая физический, решением Советского правительства должны были эвакуироваться в Казань. Первый эшелон отправился 19 июля 1941 года. Уже в пути он был перенаправлен в Елабугу. Здесь вместе в семьёй А. И. Ансельм и оказался в конце лета 1941 года. Филиал университета расположился в здании Учительского института. Здесь Андрей Иванович проработал до декабря 1942 года, когда, по официальным сведениям, был командирован в эвакуированный из Ленинграда в Казань Физико-технический институт (ЛФТИ). В действительности дело обстояло сложнее. По свидетельству близких, А. И. Ансельм как этнический немец оказался в списках лиц, подлежащих мобилизации (на самом деле, изоляции) в Трудовую армию системы НКВД СССР. Тогда положение спас будущий президент Академии наук СССР А. П. Александров, который организовал командировку, а по существу перевод Андрея Ивановича в казанский филиал ЛФТИ.
В Казани, в апреле 1943 года А. И. Ансельм защитил докторскую диссертацию «Электрические и электрооптические явления в жидкостях и взаимодействие молекул». Его оппонентами были И. Е. Тамм, Я. И. Френкель и А. П. Александров. Одновременно с защитой диссертации Андрей Иванович был зачислен в штат ЛФТИ на должность старшего научного сотрудника. В 1945 году Физтех вернулся в Ленинград, где в мае 1947 года академик А. Ф. Иоффе назначил А. И. Ансельма заведующим лабораторией молекулярных явлений и одновременно на три года возложил на него обязанности учёного секретаря ЛФТИ. Год спустя Андрей Иванович был утвержден в ученом звании профессора по специальности «теоретическая физика». Начиная с 1946 года, научную работу в ЛФТИ он успешно совмещал с преподавательской, возобновив её в качестве сверхштатного профессора на кафедре теоретической физики ЛПИ, руководимой Я. И. Френкелем.
В начале 50-х годов А. И. Ансельм возглавил теоретический отдел ЛФТИ, где сразу создал сектор теории ядра и элементарных частиц, руководство которым было возложено на профессора И. М. Шмушкевича. Впоследствии этот сектор вырос в самостоятельный теоретический отдел Ленинградского института ядерной физики им. Б. П. Константинова, возглавляемый член-корр. АН СССР В. Н. Грибовым, а позже сыном Андрея Ивановича — А. А. Ансельмом.
После кончины Я. И. Френкеля в январе 1952 года А. И. Ансельм, оставаясь сверхштатным профессором, занял его должность заведующего кафедрой теоретической физики ЛПИ. На этом посту он пробыл четыре года. Предпосылки к уходу из ЛПИ стали складываться ещё в 1950 году.
Тогда, в ходе кампании по борьбе с космополитизмом академик А. Ф. Иоффе был освобожден от должности директора ЛФТИ. Однако действительного члена Академии Наук СССР полностью изолировать от научной деятельности было невозможно, поэтому Абраму Фёдоровичу было дозволено организовать в Ленинграде Лабораторию полупроводников. Уже после смерти И. В. Сталина лаборатория была преобразована в Институт полупроводников АН СССР. По приглашению А. Ф. Иоффе в 1955 году А. И. Ансельм, оставив ЛФТИ, перешел в Институт полупроводников на должность заведующего лабораторией теоретической физики. Вскоре Андрей Иванович был вынужден сложить с себя и обязанности заведующего кафедрой теоретической физики ЛПИ для того, чтобы полностью сосредоточиться на новой работе. Постепенно теоретический отдел под его руководством вырос и стал ведущим центром в СССР по теории полупроводников.
Лишь спустя почти 10 лет у Андрея Ивановича возникла возможность вернуться к преподавательской деятельности. С 1964 по 1968 гг. в качестве сверхштатного профессора он преподавал статистическую физику и термодинамику в Ленинградском университете.
После слияния в 1972 году Института полупроводников с ЛФТИ, А. И. Ансельм вновь оказался в штате физтеха. Но теперь, в связи с достижением предельного возраста, установленного для руководителей, — в роли старшего научного сотрудника. С 1977 года он занимал почётную должность профессора-консультанта сектора теории полупроводников (зав. сектором Ю. А. Фирсов) в теоретическом отделе ЛФТИ.
Профессор Андрей Иванович Ансельм скончался в 1988 году в Ленинграде и был похоронен на Серафимовском кладбище.

## Семья
- Жена — Ирина Леонидовна (урождённая Сокольская) — выпускница физического факультета, позже преподаватель ЛГУ;
- Жена — Ирина Викторовна Мочан (1903—1978) — доктор физико-математических наук, научный сотрудник ЛФТИ имени А. Ф. Иоффе, дочь профессора педиатрии В. О. Мочана;
  - Сын — Ансельм, Алексей Андреевич  (1.07.1934 — 24.08.1998)  — российский, советский физик-теоретик, доктор физико-математических наук (1969), профессор, директор Петербургского института ядерной физики имени Б. П. Константинова;
- Жена — Ирина Георгиевна (урождённая Арсеньева) — инженер.

## Научный вклад
- В предвоенные годы подробно занимался теорией поляризации дипольных жидкостей. В работах, посвященных этой проблеме, показал, что теория Дебая для внутреннего поля в дипольных жидкостях неверна[14] даже качественно. Предложил собственную теорию поляризации. Основанная на парных взаимодействиях молекул, она нашла подтверждение в эксперименте и вошла в монографию Г. И. Сканави[15] «Физика диэлектриков»[16].
- Продолжая эту тему, последовательно изучил влияние ориентирующего взаимодействия одноосных молекул в жидкости на молекулярное рассеяние света. В годы войны, используя тот же подход, рассмотрел эффект Керра для недипольных жидкостей. Став классическими, результаты этих работы изложены в монографии М. В. Волькенштейна «Молекулярная оптика»[17].
- К концу 40-х годов обратился к молекулярной физике. В 1949 году в совместной работе с Н. Н. Порфирьевой А. И. Ансельм выполнил расчеты колебаний одномерной модели молекулярной кристаллической решетки[18], на основании которых авторами была сформулирована теория ориентационных волн в молекулярных кристаллах. Согласно этой теории в молекулярных кристаллах наблюдаются условия раздельного существования ориентационных и обычных трансляционных волн, смешения мод, а также оптической активности.
- В 1950—1951 гг. по заданию академика А. Ф. Иоффе выполнил расчёты термоэлемента, использующего явление термоэлектронной эмиссии в вакууме. Результаты этой работы вошли в монографию А. Ф. Иоффе «Полупроводниковые термоэлементы»[19].
- В 50-е годы совместно с В. И. Клячкиным изучал одновременное влияние рассеяния электронов на ионизированных примесях и на фононах. Авторы показали, что сложение обратных времен релаксаций неверно, заново сформулировали теорию и получили правильный результат. Позже построил теорию проводимости в полупроводниках с учётом резонансного рассеяния на примесях. Академик А. Ф. Иоффе считал развитие А. И. Ансельмом теории подвижности экситонов одним из важных результатов исследования полупроводников в СССР.
- В последующие годы в содружестве с Ю. А. Фирсовым предложил способ вычисления длины сводного пробега экситона. Тогда же вместе с аспирантами В. М. Аксеровым и Р. Г. Тарханяном он работал над построением теории термомагнитных явлений в полупроводниках в сильных (квантующих) магнитных полях.
- Стал основателем собственной научной школы по теории полупроводников. Наиболее яркими её представителями оказались:  Л. И. Коровин, Г. Е. Пикус, Ю. А. Фирсов, Г. Л. Бир, В. Л. Гуревич[20].
- А. И. Ансельм является автором двух фундаментальных учебников: «Основы статистической физики и термодинамики» (последнее переиздание в 2007 году) и «Введение в теорию полупроводников» (переиздан в 2008 году). Оба учебника рекомендованы для университетов и технических вузов и включены в серию «Лучшие классические учебники».

## Некоторые научные труды
- Ансельм А. И. Распределение температуры и тепловой отдачи в равномерно нагруженном цилиндрическом аноде. — М., Л.: Гос. энергетич. изд-во, 1932. — (Техника завода "Светлана". Серия 3 ; Вып. 9. № 18).
- Ансельм А. И. Введение в классическую механику : [Элементы теоретической механики для физиков]. — СЗО ЛГУ, 1938.
- Ансельм А. И. К теории поляризации дипольных жидкостей. — Журн. экспериментальной и теоретич. физики., 1943. — Т. 13, вып. 11-12. — 433-436 с.
- Ансельм А. И. Теория поляризации дипольных жидкостей в сильных электрических полях. — Журн. экспериментальной и теоретич. физики., 1944. — Т. 14, вып. 9. — 364-369 с.
- Ансельм А. И. Введение в теорию полупроводников. — Л.: Физ.мат.гиз., 1962. — 420 с.
- Шмушкевич И. М., Шехтер В. М., Ансельм А. И. и др. Лекции по физике высоких энергий : (Науч.-метод. пособие) / Под общ. ред. проф. И.М. Шмушкевича; Физ.-техн. ин-т им. А.Ф. Иоффе. Акад. наук СССР. — Л., 1965. — 645 с.
- Ансельм А. И. Элементы теории групп и ее применения к физике твердого тела : Ч. 1. — Л.: Наука, 1971. — (АН СССР. Физико-технический институт имени А.Ф. Иоффе).
- Ансельм А. И. Основы статистической физики и термодинамики. — М.: Наука, 1973. — 425 с.
- Ансельм А. И. Введение в теорию полупроводников. Изд. 2-е. — М.: Наука, 1978. — 616 с.
- Ансельм А. И. Очерки развития физической теории в первой трети XX века. — М.: Наука, 1986. — 248 с.
- Ансельм А. И. Основы статистической физики и термодинамики = The principles of statistical physics and thermodynamics : учебное пособие для студентов высших учебных заведений по физическим и техническим направлениям и специальностям. - Изд. 2-е, стер. — СПб.: Лань, 2007. — 423 с. — (Лучшие классические учебники). - (Классическая учебная литература по физике / ред. совет: пред. акад. РАН Ж.И. Алферов и др.). - (Знание. Уверенность. Успех!).
- Ансельм А. И. Введение в теорию полупроводников = Introduction to the semi-conducting theory : учебное пособие для студентов высших учебных заведений по физическим и техническим направлениям и специальностям. - Изд. 3-е, стер. — СПб.: Лань, 2008. — 618 с. — (Лучшие классические учебники). - (Классическая учебная литература по физике / ред. совет: пред. акад. РАН Ж.И. Алферов и др.). - (Знание. Уверенность. Успех!).

## Награды
- Орден Трудового Красного Знамени
- Медаль «За доблестный труд в Великой Отечественной войне 1941—1945 гг.»

## Адреса в Ленинграде
В предвоенные годы и первое десятилетие после возвращения из эвакуации А. И. Ансельм с семьёй проживал по адресу: проспект Карла Либкнехта (с 1944 года — Большой пр. Петроградской стороны), д. 81. Последующие годы Андрей Иванович занимал квартиру в доме № 4 по ул. Маяковского.